# Villány
Het stadje Villány (Duits: Wieland) ligt in Zuid-Hongarije in het Baranya comitaat en ligt op 18 km ten oosten van Siklós en iets ten zuiden van het gelijknamige Villány-hegy.
Villány is bekend om zijn Villanyi-wijnen. Aan het gelijknamige Villány-heuvelgebied wordt de wijn geteeld, geperst en gebotteld, waarna ze een lange tijd kunnen rijpen in de wijnkelders.

## Zie ook

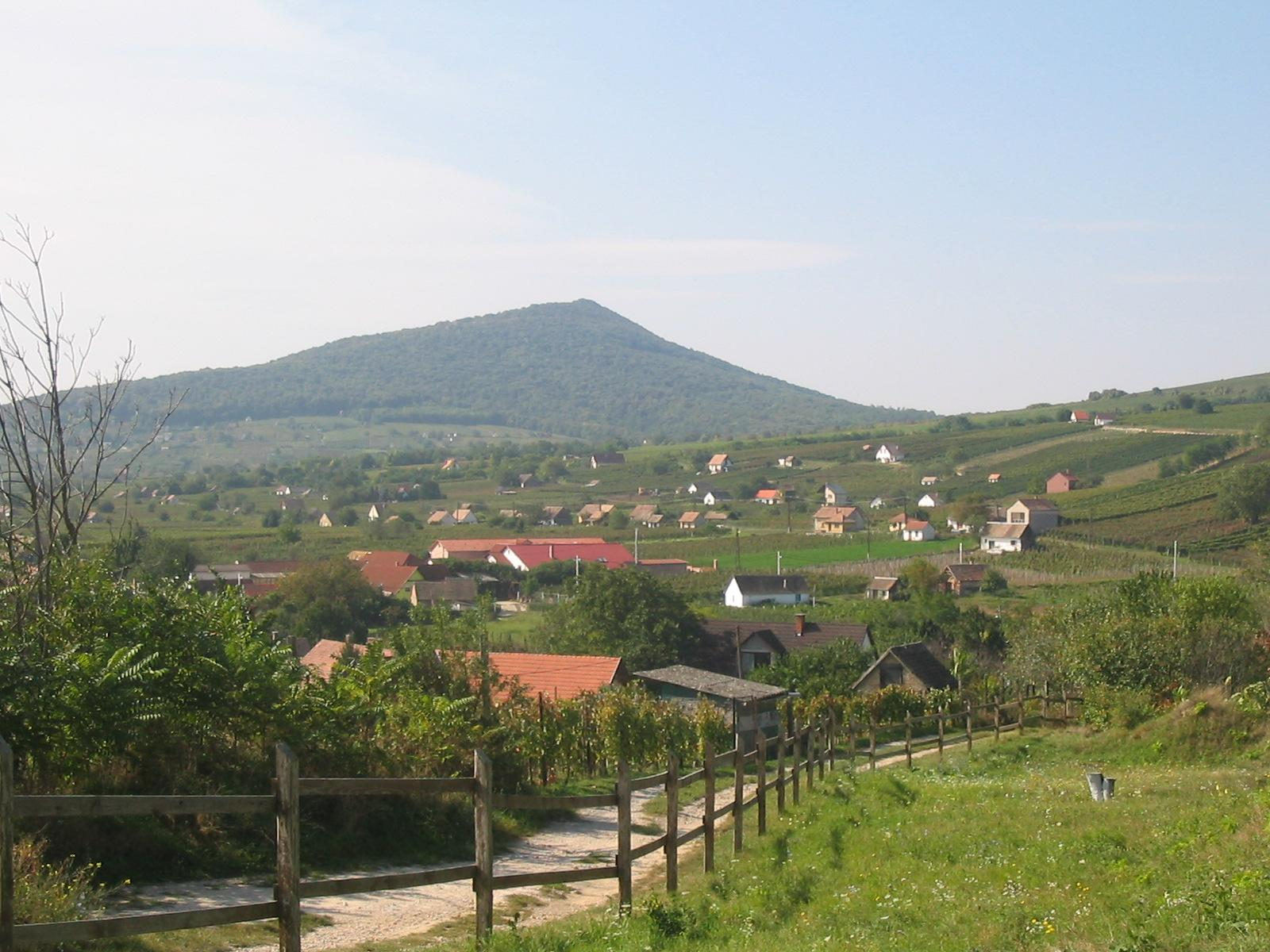
Wijnbouw nabij Villány